# غموش بلاغ (صالح أباد)
غموش بلاغ (بالفارسية: گموش بلاغ) هي قرية تقع في إيران في Salehabad Rural District. يقدر عدد سكانها بـ 223 نسمة بحسب إحصاء 2016.